# Diana L. Kormos-Buchwald
Diana L. Kormos-Buchwald (geborene Kormos, * 1956) ist eine israelisch-US-amerikanische Wissenschaftshistorikerin.
Kormos-Buchwald machte ihren Bachelor-Abschluss am Technion und ihren Master-Abschluss (M.S.)  an der Universität Tel Aviv sowie nochmals (M. A.) an der Harvard University. 1990 wurde sie promoviert. Ab 1989 war sie Instructor, 1990 Assistant Professor, 1996 Associate Professor und 2005 Professor für Geschichte am Caltech.
2021 wurde Kormos-Buchwald in die American Philosophical Society gewählt.
Sie befasst sich mit Physikgeschichte des 19. und 20. Jahrhunderts und europäischer Ideen- und Kulturgeschichte dieser Zeit. Kormos-Buchwald ist Gesamtherausgeberin der Gesammelten Werke von Albert Einstein bei Princeton University Press (Einstein Paper Project). Sie erhielt den Pictet Preis der Societé d’Histoire Naturelle in Genf.
Sie ist mit dem Wissenschaftshistoriker Jed Z. Buchwald verheiratet.

## Schriften
- Walther Nernst and the transition to modern physical science, Cambridge University Press 1999 (als Diana Kormos Barkan)